# Eletronegatividade

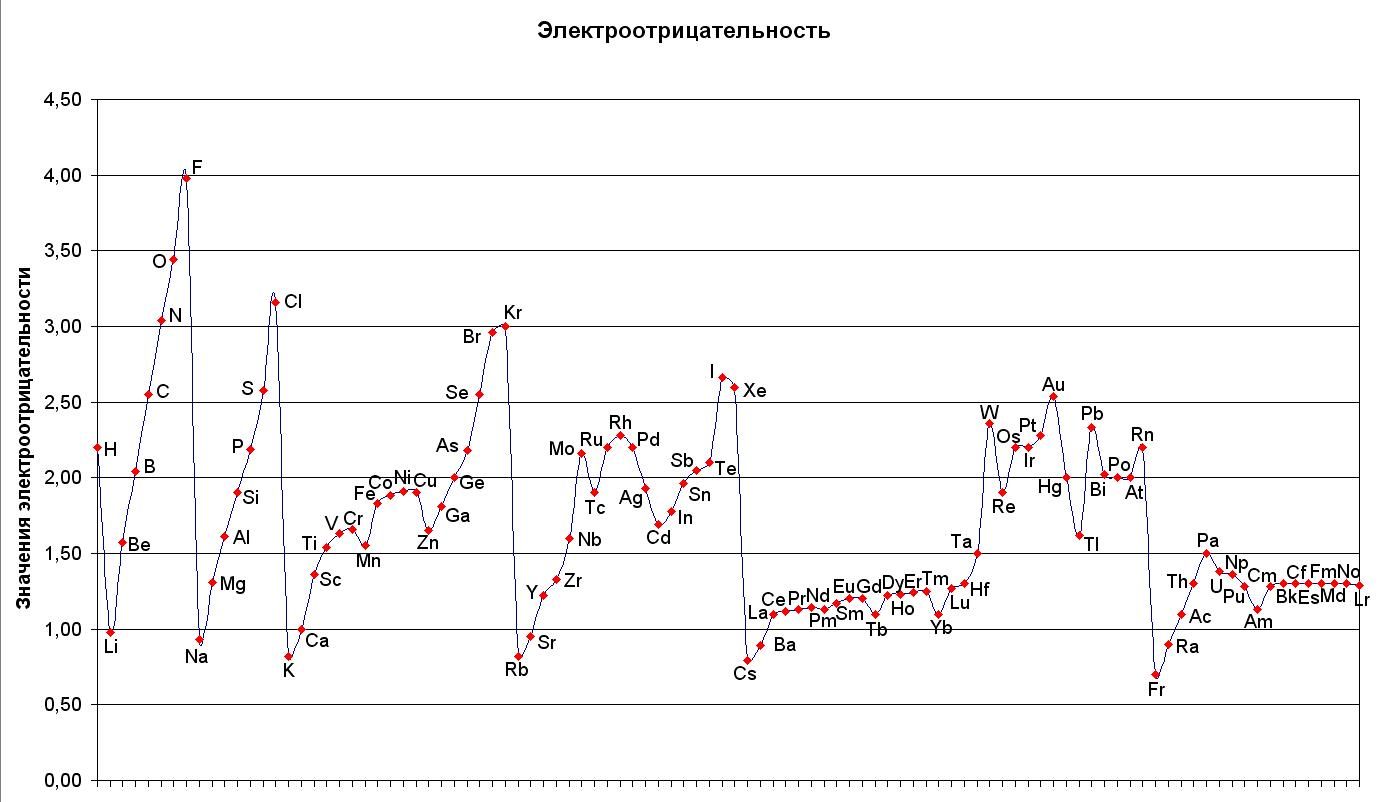
Eletronegatividade dos elementos da tabela periódica

Em química, eletronegatividade (símbolo χ letra grega minúscula) é a medida relativa da força de atração que um átomo (ou um grupo funcional) exerce sobre o par de elétrons envolvidos em uma ligação química, normalmente covalente.
J. J. Berzelius, em 1811, definiu como eletronegatividade a capacidade que um átomo tem de atrair para ele elétrons. Enquanto para Atkins e Silver definem como a capacidade de um átomo atrair elétrons quando faz parte de um composto.
Allred e Rochow relacionaram eletronegatividade com a atração entre núcleo e elétrons, assim quanto maior a eletronegatividade de um átomo, maior será a atração entre o núcleo e seus elétrons. Logo, quanto maior a eletronegatividade, maior será a afinidade eletrônica.
Analisando as ligações químicas entre dois elementos, a maioria das ligações encontra-se como intermediária entre dois limites extremos: uma ligação iônica e uma ligação covalente apolar. Em uma ligação iônica, o elétron é transferido de um átomo para o outro, não sofrendo mais a influência do primeiro. Já em uma ligação covalente apolar, o elétron sofre a atração de dois átomos do mesmo elemento químico e, portanto, com mesma intensidade.
Uma medida qualitativa da ionicidade de uma ligação química é fornecida por meio de uma escala de eletronegatividade, também denominada de caráter ametálico, é uma propriedade periódica que mede a tendência de um átomo, de uma ligação química, em ganhar elétrons. Esta escala foi inicialmente proposta por Linus Pauling como resultado de seus estudos sobre energias de ligação. Posteriormente, Mulliken definiu numericamente a eletronegatividade E em termos da energia de ionização I e da afinidade eletrônica A mediante a equação:
{\displaystyle E=0,184(I+A)}
Com as parcelas expressas em elétron-volts (eV) obtemos a tabela para as eletronegatividades dos elementos exibida ao fim deste artigo, com valores também expressas em elétron-volts.
Em uma ligação entre dois átomos, o átomo com maior eletronegatividade será o ânion. A diferença entre as eletronegatividades dos dois átomos é uma medida da ionicidade da ligação, e, se este valor for superior a 1,7eV, a ligação será predominantemente iônica.

## Escala de eletronegatividade de Pauling
| Grupo   | 1      | 2      | 3      | 4      | 5      | 6      | 7      | 8      | 9      | 10     | 11     | 12     | 13     | 14     | 15     | 16     | 17     | 18  |  |
| Período |        |        |        |        |        |        |        |        |        |        |        |        |        |        |        |        |        |     |  |
| 1       | H 2,2  |        |        |        |        |        |        |        |        |        |        |        |        |        |        |        |        | He  |  |
| 2       | Li 1,0 | Be 1,5 |        |        |        |        |        |        |        |        |        |        | B 2,0  | C 2,5  | N 3,0  | O 3,5  | F 4,0  | Ne  |  |
| 3       | Na 0,9 | Mg 1,2 |        |        |        |        |        |        |        |        |        |        | Al 1,5 | Si 1,8 | P 2,1  | S 2,5  | Cl 3,0 | Ar  |  |
| 4       | K 0,8  | Ca 1,0 | Sc 1,3 | Ti 1,5 | V 1,6  | Cr 1,6 | Mn 1,5 | Fe 1,8 | Co 1,9 | Ni 1,8 | Cu 1,9 | Zn 1,6 | Ga 1,6 | Ge 1,8 | As 2,0 | Se 2,4 | Br 3,0 | Kr  |  |
| 5       | Rb 0,8 | Sr 1,0 | Y 1,2  | Zr 1,4 | Nb 1,6 | Mo 1,8 | Tc 1,9 | Ru 2,2 | Rh 2,2 | Pd 2,2 | Ag 1,9 | Cd 1,7 | In 1,7 | Sn 1,8 | Sb 1,9 | Te 2,1 | I 2,5  | Xe  |  |
| 6       | Cs 0,7 | Ba 0,9 | *      | Hf 1,3 | Ta 1,5 | W 1,7  | Re 1,9 | Os 2,2 | Ir 2,2 | Pt 2,2 | Au 2,4 | Hg 1,9 | Tl 1,8 | Pb 1,9 | Bi 1,9 | Po 2,0 | At 2,2 | Rn  |  |
| 7       | Fr 0,7 | Ra 0,9 | **     | Rf     | Db     | Sg     | Bh     | Hs     | Mt     | Ds     | Rg     | Uub    | Uut    | Fl     | Uup    | Lv     | Uus    | Uuo |  |
|         |        |        |        |        |        |        |        |        |        |        |        |        |        |        |        |        |        |     |  |

## Métodos de cálculo

### Eletronegatividade de Pauling
Primeiro proposto por Pauling o conceito de eletronegatividade em 1932 como uma explicação sobre o fato de que a ligação covalente entre dois átomos diferentes {\displaystyle (A-B)} é mais forte do que o esperado pela média dos pontos fortes das ligações {\displaystyle A-A} e {\displaystyle B-B}. Segundo a teoria da ligação de valência, de que Pauling foi um defensor notável, esta "estabilização adicional" do vínculo heteronuclear é devida à contribuição de formas canônicas iônicas à ligação.
A diferença em eletronegatividade entre átomos {\displaystyle A} e {\displaystyle B} é dado por:
{\displaystyle \chi _{\rm {A}}-\chi _{\rm {B}}=({\rm {eV}})^{-{\frac {1}{2}}}{\sqrt {E_{\rm {d}}({\rm {AB}})-{\frac {[E_{\rm {d}}({\rm {AA}})+E_{\rm {d}}({\rm {BB}})]}{2}}}}}
Onde a energias de dissociação, {\displaystyle E_{d}}, da ligação {\displaystyle A-B~,A-A~eB-B} são expressada em  eletronvolts, o fator {\displaystyle {(eV)}^{-{\frac {1}{2}}}} a ser incluídos para garantir um resultado adimensional. Assim, a diferença da eletronegatividade de Pauling entre o hidrogênio e bromo é 0,73 (energias de dissociação:
{\displaystyle H-Br=3,79~eV};
{\displaystyle H-H=4,52~eV};
{\displaystyle Br-Br2,00~eV})
Como apenas as diferenças de eletronegatividade são definidas, é necessário escolher um ponto de referência arbitrária, a fim de construir uma escala. Hidrogênio foi escolhido como referência, como se forma ligações covalentes com uma grande variedade de elementos: a eletronegatividade foi fixada primeiro em 2,1, posteriormente revisada para para 2,20. Também é necessário decidir qual dos dois elementos é o mais eletronegativo (equivalente a escolher um dos dois possíveis indicações para a raiz quadrada). Isso geralmente é feito usando "intuição química": no exemplo acima, dissolução do brometo de hidrogênio em água para formar íons {\displaystyle H^{+}} e {\displaystyle Br^{-}}, para isso pode-se supor que o bromo é mais eletronegativo do que o hidrogênio. No entanto, em princípio, uma vez que os mesmos devem ser eletronegatividades obtida por quaisquer dos dois compostos de ligação, os dados são de fato sobre determinados, e os sinais são únicos, uma vez que o ponto de referência é fixo (geralmente, por {\displaystyle H} ou {\displaystyle F}).
Para o cálculo da eletronegatividade de Pauling  para um elemento, é necessário ter os dados sobre as energias de dissociação de, pelo menos, dois tipos de ligação covalente formada por esse elemento. A. L. Allred atualizou os valores originais de Pauling em 1961 para ter em conta a maior disponibilidade de dados termodinâmicos, e esses valores "revisados de Pauling" da eletronegatividade que são mais frequentemente usados.
O ponto essencial da eletronegatividade de Pauling  é que existe uma fórmula de base, bastante precisa, semiempírica por energias de dissociação, nomeadamente:
{\displaystyle E_{\rm {d}}({\rm {AB}})={\frac {[E_{\rm {d}}({\rm {AA}})+E_{\rm {d}}({\rm {BB}})]}{2}}+(\chi _{\rm {A}}-\chi _{\rm {B}})^{2}eV}
ou, às vezes, um ajuste mais preciso
{\displaystyle E_{\rm {d}}({\rm {AB}})={\sqrt {E_{\rm {d}}({\rm {AA}})E_{\rm {d}}({\rm {BB}})}}+1,3(\chi _{\rm {A}}-\chi _{\rm {B}})^{2}eV}
Esta é uma equação aproximada, mas tem boa precisão. A energia de uma ligação covalente é de aproximadamente, por meio de cálculos da mecânica quântica, a média geométrica das duas energias de ligações covalentes com as mesmas moléculas, e há uma energia adicional que vem de fatores iônicos, isto é, o caráter polar da ligação.
A média geométrica é aproximadamente igual à média aritmética - a qual é aplicado na primeira fórmula acima - em que as energias são do mesmo valor, por exemplo, exceto para os elementos altamente eletropositivos , em que existe uma maior diferença de duas energias de dissociação; a média geométrica é mais precisa e quase sempre dá um excesso de energia positiva, devido à ligação iônica. A raiz quadrada desse excesso de energia, Pauling observa, é de cerca de aditivo, e, portanto, pode-se introduzir a eletronegatividade. Assim, é esta fórmula semiempírica para energia de ligação que está subjacente Pauling conceito de eletronegatividade.
As fórmulas são aproximadas, mas esta aproximação grosseira é de fato relativamente boa e dá a intuição certa, com a noção de polaridade da ligação e alguma fundamentação teórica da mecânica quântica. As eletronegatividades são então determinadas para melhor atender os dados.
Em compostos mais complexos, não existe este erro adicional, pois a eletronegatividade depende do ambiente molecular de um átomo. Além disso, a estimativa de energia pode ser usada apenas para a única, e não para várias ligações. A energia de formação de uma molécula contendo apenas ligações simples, em seguida, pode ser aproximado a partir de uma tabela de eletronegatividade, e depende dos componentes e soma dos quadrados das diferenças de eletronegatividades de todos os pares de átomos ligados. Tal fórmula para estimar a energia tipicamente tem erro relativo da ordem de {\displaystyle 10\%}, mas pode ser utilizado para obter uma ideia aproximada qualitativa e compreensão de uma molécula.

### Eletronegatividade de Mulliken
Robert S. Mulliken propôs que a média aritmética da primeira energia de ionização ({\displaystyle E_{i}}) e a afinidade eletrônica ({\displaystyle E_{ea}}) deve ser uma medida da tendência de um átomo de atrair elétrons. Como esta definição não está dependente de uma escala relativa arbitrária, que também foi denominado eletronegatividade absoluta, com as unidades de kJ por mole ou eletron-volts.
{\displaystyle \chi ={\frac {(E_{\rm {i}}+E_{\rm {ea}})}{2}}\,}
No entanto, é mais habitual utilizar uma transformação linear para transformar estes valores em valores absolutos, os valores que se assemelham mais familiares Pauling. Para energias de ionização e afinidades eletrônicas em elétron-volts,
{\displaystyle \chi =0,187(E_{\rm {i}}+E_{\rm {ea}})+0,17\,}
e para as energias em quilojoules por mol,
{\displaystyle \chi =(1,97\times 10^{-3})(E_{\rm {i}}+E_{\rm {ea}})+0,19}
A eletronegatividade de Mulliken só pode ser calculada para um elemento para o qual a afinidade eletrônica é conhecida, cinquenta e sete elementos a partir de 2006. A eletronegatividade de Mulliken de um átomo é, por vezes, diz-se que o negativo do potencial químico. Ao inserir as definições energéticas do potencial de ionização de elétrons e de afinidade para a eletronegatividade de Mulliken, é possível mostrar que o potencial químico de Mulliken é uma aproximação da diferença finita da energia eletrônica, com o número de elétrons., Isto é,
{\displaystyle \mu ({\rm {Mulliken)=-\chi ({\rm {Mulliken)=-{\frac {(E_{\rm {i}}+E_{\rm {ea}})}{2}}\,}}}}}

### Eletronegatividade de Allred-Rochow
De acordo com a definição de Allred-Rochow, a eletronegatividade estaria relacionada à força coulômbica e a carga nuclear efetiva ({\displaystyle Zef}):
{\textstyle \chi _{AR}=0,744+{\frac {0,3590\times Z_{ef}}{\left(r/A^{\circ }\right)^{2}}}},
onde {\displaystyle r} é o raio covalente do átomo.

### Relação entre eletronegatividade de Pauling e Mulliken
Segue abaixo uma forma de se explicitar {\displaystyle \chi _{p}}, em função da eletronegatividade de Mulliken:
{\displaystyle \chi _{p}=1,35{\sqrt {\chi _{M}}}-1,37\Longrightarrow \chi _{p}={\sqrt {\frac {I+E_{a}}{2}}}-1,37},
onde {\displaystyle \chi _{p}} é a eletronegatividade de Pauling, {\displaystyle \chi _{M}} é a eletronegatividade de Mulliken, {\displaystyle I} é a energia de ionização e {\displaystyle E_{a}} é a afinidade eletrônica.

### Caráter iônico e a eletronegatividade
Existe uma linha divisória entre a ligação covalente, podendo ser definida através do caráter iônico da ligação
% CARÁTER IÔNICO {\displaystyle (C.I.)={\bigl (}1-\exp({-0,25\times \Delta \chi ^{2}}))\times 100\%},
onde {\displaystyle \Delta \chi } é a diferença de eletronegatividade entre dois elementos

#### Exemplo
Tomando {\displaystyle \Delta \chi =1,7eV} na equação acima, teremos o seguinte caráter iônico:
{\displaystyle (C.I.)={\bigl (}1-\exp({-0,25\times [1,7eV]^{2}}))\times 100\%\Longrightarrow }{\displaystyle (C.I.)=51,45\%}
Cabe notar que para valores de {\displaystyle \Delta \chi } superiores à 1,7eV, o termo referente a exponencial tenderá à zero e o caráter iônico será predominante. Para valores inferiores à 1,7eV, predominará o caráter covalente.